# Lützelsdorf
Lützelsdorf ist ein Gemeindeteil des Marktes Pretzfeld im Landkreis Forchheim (Oberfranken, Bayern).

## Geografie
Das Dorf liegt im Westen der Wiesentalb etwa zwei Kilometer ostsüdöstlich des Ortszentrums von Pretzfeld auf 298 m ü. NHN.

## Geschichte
Bis zum Beginn des 19. Jahrhunderts unterstand Lützelsdorf der Landeshoheit des Hochstifts Bamberg. Die Dorf- und Gemeindeherrschaft übte dessen Vogteiamt Wolfsberg gemeinsam mit dem ebenfalls bambergischen Amt Ebermannstadt als Vogteiamt aus. Auch die Hochgerichtsbarkeit stand diesem Amt als Centamt zu.
Als das Hochstift Bamberg infolge des Reichsdeputationshauptschlusses 1802/03 säkularisiert und unter Bruch der Reichsverfassung vom Kurfürstentum Pfalz-Baiern annektiert wurde, wurde Lützelsdorf ein Teil der bei der „napoleonischen Flurbereinigung“ gewaltsam in Besitz genommenen neubayerischen Gebiete.
Durch die Verwaltungsreformen zu Beginn des 19. Jahrhunderts im Königreich Bayern wurde Lützelsdorf mit dem Zweiten Gemeindeedikt 1818 eine Ruralgemeinde. Mit der Gebietsreform in Bayern wurde die Gemeinde Lützelsdorf am 1. März 1977 in den Markt Pretzfeld eingegliedert. Im Jahr 1987 hatte Lützelsdorf 70 Einwohner.

## Verkehr
Die von Pretzfeld kommende Staatsstraße St 2260 verläuft am nördlichen Ortsrand und führt weiter nach Wannbach. Der ÖPNV bedient das Dorf an einer Haltestelle der Buslinie 222 des VGN in Richtung Pretzfeld und in die Gegenrichtung nach Egloffstein. Der nächstgelegene Bahnhof an der Wiesenttalbahn befindet sich in Pretzfeld.

## Baudenkmäler

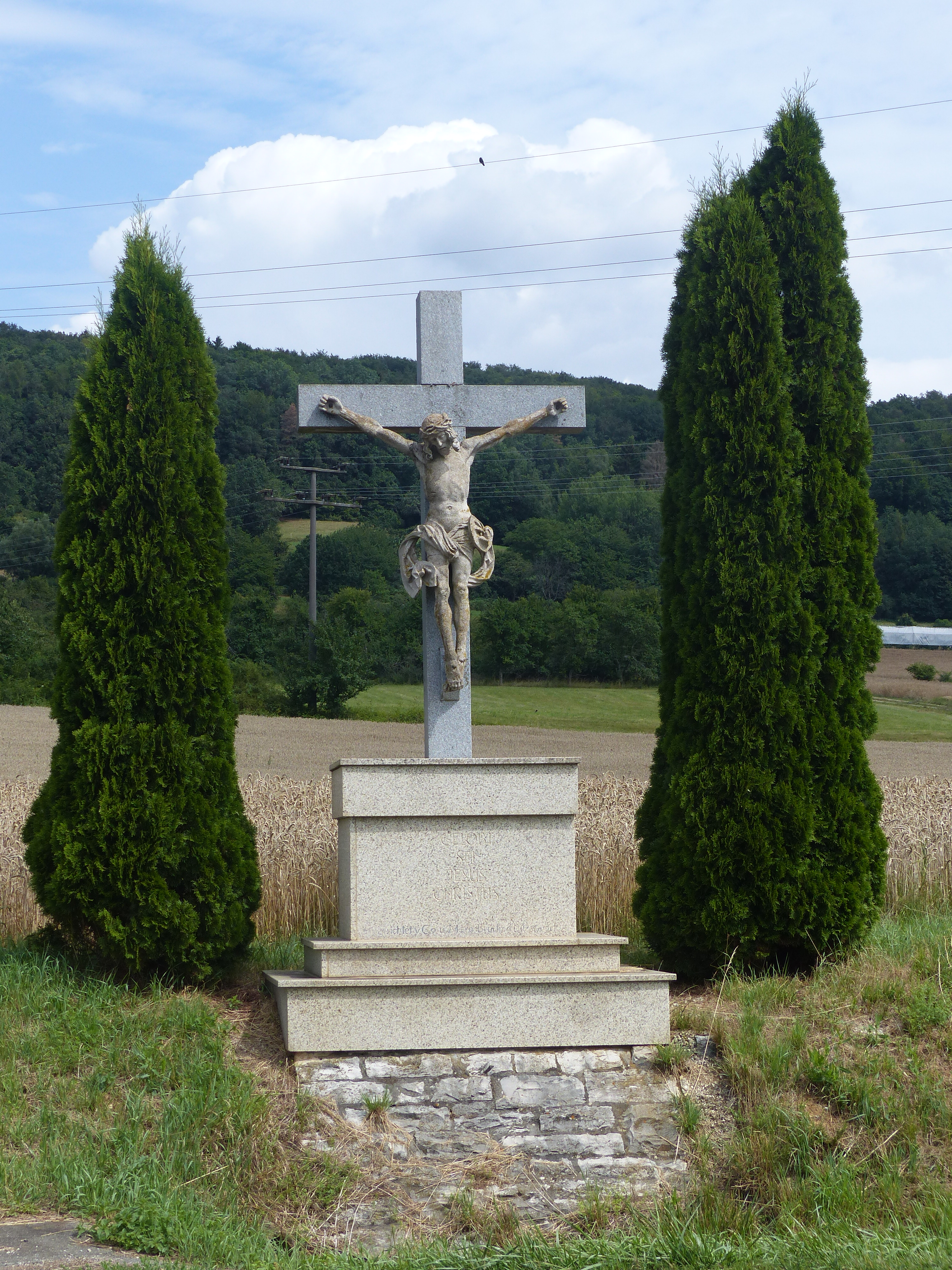
Das Wegkreuz westlich des Dorfes

Etwa einen halben Kilometer westlich des Ortes befindet sich an der Staatsstraße 2260 ein steinernes Wegkreuz.